# Osterfeld (bij Naumburg)
Osterfeld is een stad in de Duitse deelstaat Saksen-Anhalt, en maakt deel uit van de Landkreis Burgenlandkreis. De stad is de bestuurszetel van de Verbandsgemeinde Wethautal. Osterfeld telt 2.436 inwoners.

## Indeling gemeente
De volgende Ortsteile maken deel uit van de gemeente:
- Goldschau
- Haardorf
- Kaynsberg
- Kleinhelmsdorf
- Roda
- Waldau
- Weickelsdorf

## Klimaat

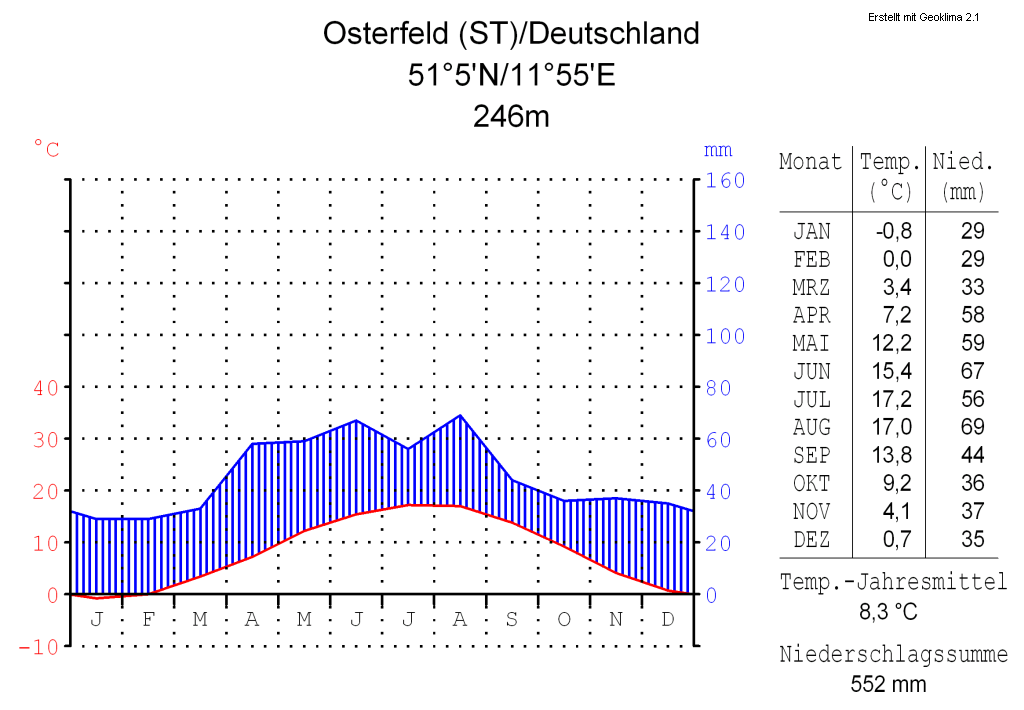
Klimaatdiagram van Osterfeld

De gemiddelde temperatuur in Osterfeld bedraagt 8,3 °C, de jaarlijkse neerslag 552 millimeter.

## Geschiedenis
De gemeente wordt in 1335 voor het eerst als Castrum et oppidum Ostirvelt genoemd.

## Bekende personen
- Gottlieb Wilhelm Gerlach (1786–1864), filosoof en bibliothecaris
- Curt Oertel (1890–1960), cameraman, filmregisseur en filmproducent
- Günther Prien (1908–1941), marineofficier, U-bootcommandant (U 47) in de Tweede Wereldoorlog, „Stier von Scapa Flow“